# Шварц, Юлиус
Юлиус Шварц (англ. Julius Schwartz; 19 июня 1915 — 8 февраля 2004) — американский редактор комиксов.
Работал в DC Comics. В 1996 году попал в Зал славы Джека Кирби, а в 1997 году — в Зал славы комиксов Уилла Айснера.

## Ранние годы
Юлиус родился 19 июня 1915 года в семье Джозефа и Берты, которые были эмигрантами из Румынии. В 17 лет он окончил среднюю школу Теодора Рузвельта в Бронксе.

## Награды
В 1998 году председатель Dragon*Con, Эд Крамер, учредил премию Julie Award, присуждаемую за универсальные достижения в различных жанрах и ежегодно выбираемую группой профессионалов отрасли.
Сам Шварц получил следующие награды:
- 1962 — Alley Award в категории «Best Editor»[2][4]
- 1972 — Shazam Award в категории «Superior Achievement by an Individual in 1972»[2][4]
- 1981 — Inkpot Award[2][4]
- 1997 — Raymond Z. Gallun Award в категории «outstanding contributions in the genre of science fiction»[5]

## Личная жизнь
В 1952 году Шварц женился на Джин Ордвейн. Она умерла в 1986 году от эмфиземы лёгких. Отношения Юлиуса с Джин были особенно близкими, и после её смерти он больше не женился и не встречался. Немного позже от той же болезни при схожих обстоятельствах умерла падчерица Шварца — Жанна (дочь Джин от первого брака).
Шварц умер в возрасте 88 лет после госпитализации от пневмонии. У него остались зять, внуки и правнуки. Он был «послом доброй воли» DC Comics и почётным редактором вплоть до самой смерти.
После смерти Шварца несколько женщин заявляли, что он домогался до них. Среди них были Джо Даффи, Джилл Томпсон и Коллин Доран.

## Работы

### DC Comics
- Action Comics #419-583 (1972—1986)
- The Adventures of Rex the Wonder Dog #1-46 (1952—1959)
- All-American Comics #58-87, 100—102 (1944—1948)
- All-American Western #103-126 (1948—1952)
- All-Flash #15-32 (1944—1948)
- All Star Comics #36, 39-43, 52, 57 (1947—1951)
- All-Star Western #58-119 (1951—1961)
- Ambush Bug #1-4 (1985)
- The Atom #1-38 (1962—1968)
- The Atom & Hawkman #39-45 (1968—1969)
- Batman #164-309 (1964—1979)
- Batman Family #1-16 (1975—1978)
- Blue Beetle #1-4 (1986)
- The Brave and the Bold #28-30, 34-36, 42-49, 61-62 (1960—1965)
- Captain Action #3-5 (1969)
- Comic Cavalcade #7-29 (1944—1948)
- The Daring New Adventures of Supergirl #1-13 (1982—1983)
- DC Comics Presents #1-97, Annual #1-4 (1978—1986)
- DC Science Fiction Graphic Novel #1-7 (1985—1987)
- DC Special Series #5 (Superman), #15 (Batman) (1977, 1978)
- Detective Comics #327-436, 444—482 (1964—1973, 1974—1979)
- The Flash #105-269 (1959—1979)
- Flash Comics #54-104 (1944—1949)
- From Beyond the Unknown #1-25 (1969—1973)
- Green Lantern #12-14, 16-20, 22, 24-38 (1944—1949)
- Green Lantern (vol. 2) #1-89, 93-103 (1960—1972, 1977—1978)
- Hawkman #1-21 (1964—1967)
- Hopalong Cassidy #86-135 (1954—1959)
- The Joker #1-9 (1975—1976)
- Justice League of America #1-165 (1960—1979)
- Krypton Chronicles #1-3 (1981)
- Mystery in Space #1-91 (1951—1964)
- The New Adventures of Superboy #1-54 (1980—1984)
- Sensation Comics #30-48, 81, 101—102, 104, 106—116 (1944—1953)
- Shazam! #1-26 (1973—1976)
- Showcase #4, 8, 13-14, 17-19, 22-24, 34-36, 55-56, 60-61, 64 (1956—1966)
- Son of Ambush Bug #1-6 (1986)
- Spectre #1-8 (1967—1969)
- Strange Adventures #1-163, 217—244 (1950—1964, 1969—1973)
- Strange Sports Stories #1-6 (1973—1974)
- Super Friends #17-47 (1979—1981)
- Supergirl (vol. 2) #14-23 (1983—1984)
- Superman #233-423, Annual #9-12, Special #1-3 (1971—1986)
- The Superman Family #164-180, 195—222 (1974—1976, 1979—1982)
- Superman: The Secret Years #1-4 (1985)
- Teen Titans #45-50 (1976—1977)
- Weird War Tales #109-124 (1982—1983)
- Western Comics #43-85 (1954—1961)
- Wonder Woman #9, 12-16, 33-41, 43-50, 212—227 (1944—1951, 1974—1977)
- World's Finest Comics #198-205, 207—214, 256, 259—261 (1970—1972, 1979—1980)

### DC Comics и Marvel Comics
- Superman vs. The Amazing Spider-Man (1976)